# Yves Langlois
Yves Langlois (* 16. September 1945 in Mulsanne, Frankreich) ist ein französischer Filmeditor. 

## Leben und Leistungen
Langlois wurde in Mulsanne, im französischen Département Sarthe, in der Region Pays de la Loire, geboren. 
In seiner Laufbahn war er bei über 70 Filmen für den Schnitt verantwortlich. In Nebenrollen wirkte er auch als Schauspieler. 
Für seine Leistungen als Editor erhielt Langlois verschiedene kanadische Auszeichnungen, nämlich 1983 einen Genie Award für Am Anfang war das Feuer, 1988 einen Gémeaux Award für die Fernsehserie Lance et compte und 1996 einen Gemini Award für den Fernsehfilm Der Mutter entrissen. Für letzteren Preis wurde er 1993 für die Miniserie Golden Fiddles nominiert. Die American Cinema Editors schlugen ihn 2001 für Nürnberg – Im Namen der Menschlichkeit für den Eddie Award vor.
Häufig arbeitet er mit dem Regisseur Christian Duguay zusammen. Ihr erster gemeinsamer Film war Scanners II aus dem Jahre 1991.

## Filmografie
| - 1970: Red - 1976: Das Mädchen am Ende der Straße (The Little Girl Who Lives Down the Lane) - 1976: Die Hinrichtung - 1978: Blutsverwandte (Les Liens de sang) - 1978: Violette Nozière - 1981: Am Anfang war das Feuer (La Guerre du feu) - 1984: Das Blut der Anderen (Le Sang des autres) - 1986: Lance et compte (Fernsehserie) - 1991: Golden Fiddles - 1991: Scanners II (Scanners II: The New Order) - 1992: Scanners III (Scanners III: The Takeover) - 1994: Der Mutter entrissen (Million Dollar Babies) - 1994: Highlander III – Die Legende (Highlander III: The Sorcerer) - 1995: Screamers – Tödliche Schreie (Screamers) - 1996: Lethal Point – Zwei gnadenlose Profis (Hollow Point) - 1997: Hate – Haß (Natural Enemy) - 1997: The Assignment – Der Auftrag (The Assignment) - 1998: Free Money - 2000: Nürnberg – Im Namen der Menschlichkeit (Nuremberg) - 2001: Ignition – Tödliche Zündung (Ignition) - 2002: Napoleon (Napoléon) - 2004: Road Rage – Maßlose Wut (A Deadly Encounter) - 2004: False Pretenses - 2005: Verbrechen aus Leidenschaft (Crimes of Passion) - 2008: Lava – Die Erde verglüht (Lava Storm) | - 1968: Nötigung eines sehr jungen Mädchens (Le viol d'une jeune fille douce) - 1987: Ford: The Man and the Machine - 1991: Scanners II: The New Order - 1993: Der Preis der Freundschaft (Flight from Justice) - 2002: Agent of Influence - 1968: Le Viol d'une jeune fille douce |